# D-day

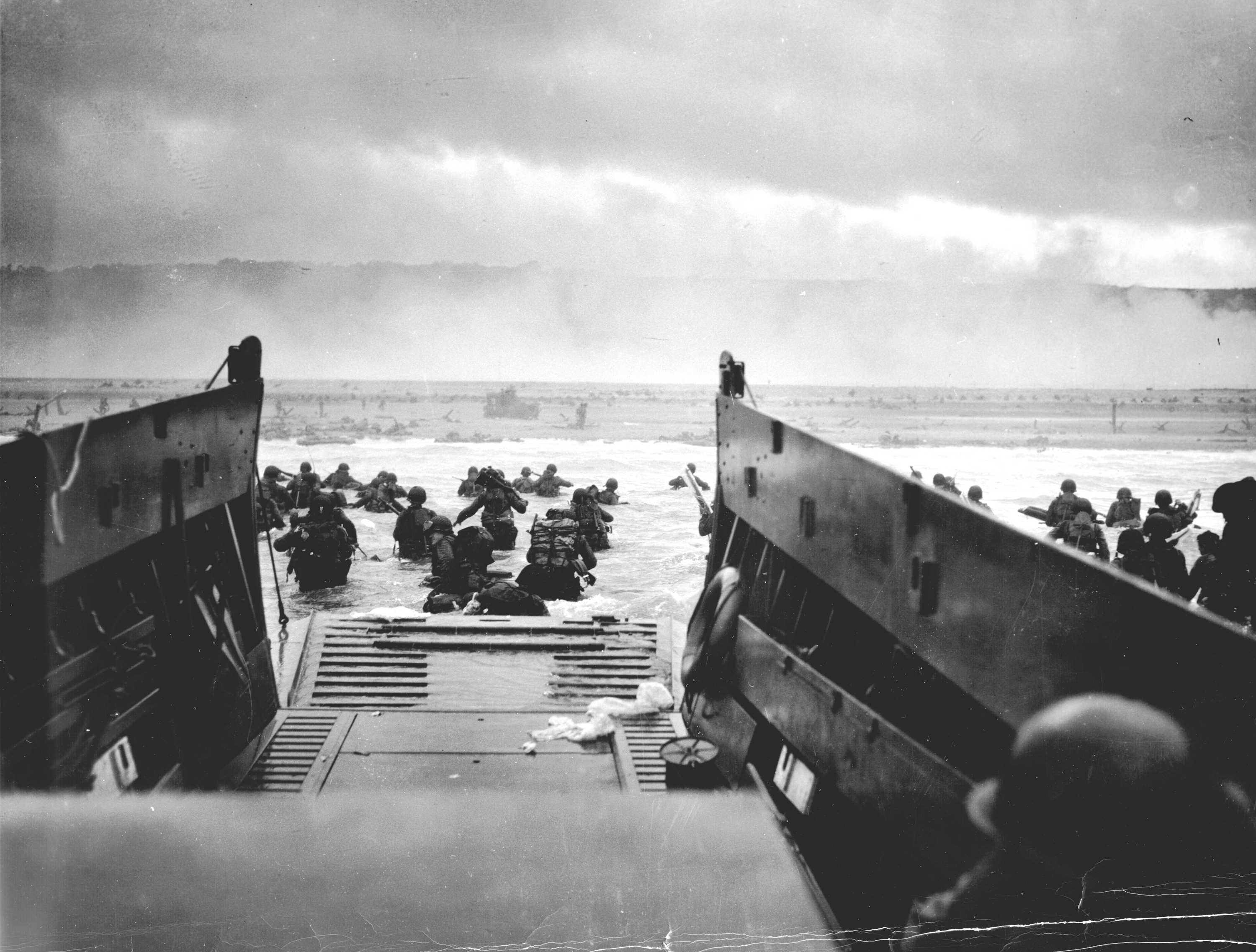
De geallieerden landen in Normandië op 6 juni 1944

D-day is de dag waarop een aanval of operatie gepland is.

## De term D-day
De termen 'D-day' en 'H-hour' worden gebruikt om respectievelijk de dag en het uur aan te duiden waarop een militaire operatie zal plaatsvinden. De letters zijn afgeleid van de Engelse woorden waarvoor zij staan: "D" voor "day" en "H" voor "hour" (uur). H-Hour wordt daarom in het Nederlands wel vertaald als 'uur U'. Er is één D-day en één H-hour voor alle troepen die aan dezelfde operatie deelnemen.
Deze termen kunnen ook gebruikt worden in combinatie met plus- en mintekens. Hiermee wordt dan de tijd ná of de tijd vóór de operatie aangeduid. Voorbeelden: H −3 betekent 3 uur voor H-hour, D +3 betekent 3 dagen na D-day, H + 75 minuten betekent 1 uur en 15 minuten na H-hour enzovoort.
Men gebruikt deze termen bij het plannen van militaire operaties waarvan men de datum waarop deze plaats gaat vinden nog niet heeft vastgesteld of als de datum nog niet bekend mag worden.
Andere verklaringen van de naam D-day zijn Decision Day (beslissingsdag) of Disembarcation Day (ontschepingsdag). Dit zijn echter backroniemen.

## Normandië
De bekendste militaire operatie die onder de naam 'D-day' bekend is geraakt, is operatie Overlord, de geallieerde landingen in Normandië op dinsdag 6 juni 1944. Het was de grootste amfibische invasie in de geschiedenis en het begin van de bevrijding van West-Europa. In Oost-Europa waren de Duitsers al aan het verliezen van de Sovjet-Unie en twee dagen ervoor was de stad Rome door de geallieerden veroverd.